# 睡虎地秦簡
『睡虎地秦簡』（すいこち しんかん）は、1975年に中華人民共和国湖北省孝感地区雲夢県睡虎地にて発見された竹簡群のことである。秦の官吏を務めていた喜という人物の個人的な所有物であったもので、秦代の法律などの貴重な一次資料となっている。『睡虎地秦墓竹簡』、『雲夢秦簡』（うんぼう しんかん）とも呼ばれる。

## 概要

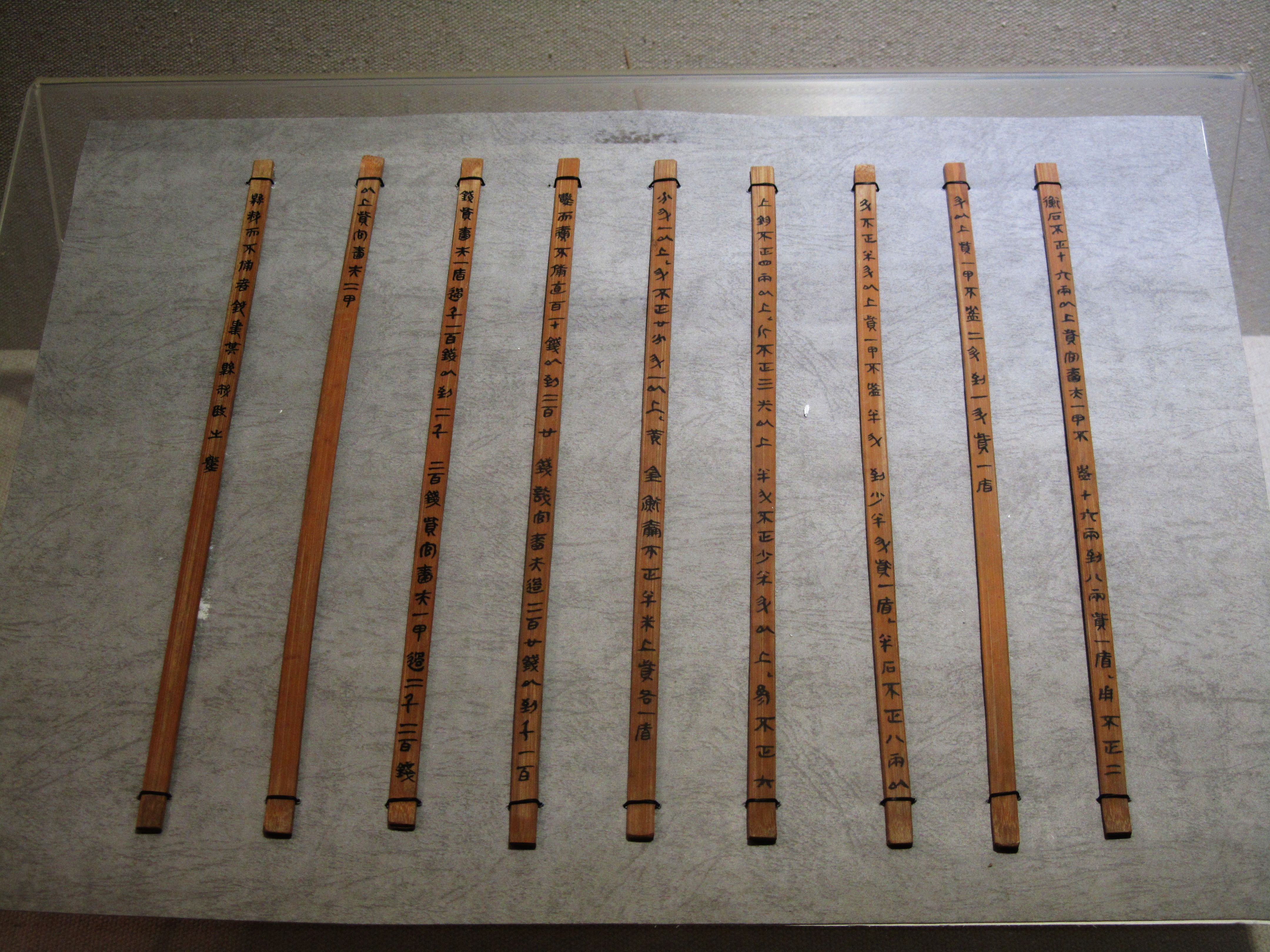
「效律」部分条文

1975年に睡虎地にて土木工事中に古墓に行き当たり、翌年にかけて発掘が行われて全部で12基の秦代の墓が発見された。その中の11号墓の中に人骨と共に1150点余りの竹簡が埋葬されていた。竹簡の中の「編年紀」によると、この墓の埋葬者は秦の南郡安陸県で県の下級官吏を務めていた喜という人物で、昭襄王45年（紀元前262年）に生まれた。始皇帝30年（紀元前217年）に年表が途切れるので、この年ないし遠くない年に死去したと見られる。
これの研究に当たったのが「睡虎地秦墓竹簡整理小組」と名づけられたプロジェクトチームであり、これによって内容が10種に分類整理された。
- 「編年紀」 - 文書番号1。秦の大きな出来事と喜の個人的な事柄が併せて記述されている[6]。
- 「語書」 - 文書番号2。始皇帝20年（紀元前227年）に南郡郡守の騰と言う者から各県の官吏に送られた通達書。民衆を法に基づいて取り締まるべしと書かれている。[7]。
- 「秦律十八種」 - 文書番号3。18種類の秦律の条文の抜粋。詳しくは後述。
- 「效律」 - 文書番号4。「十八種」の中の效律に付いて更に詳しい[8]。
- 「秦律雑抄」 - 文書番号5。「十八種」と同じく秦律の抜粋と思われるが、系統立ててまとめたものではない（喜の手控えであると推察される）[8]。
- 「法律答問」 - 文書番号6。実際に律を運用する際にどのように行うべきかを問答形式で示している[9]。
- 「封診式」 - 文書番号7。職務に当たる際のマニュアル、および提出する文書の文例[10]。
- 「為吏之道」 - 文書番号8。吏たるものの心構えを説いたもの[11]。
- 日書（甲・乙） - 文書番号9・10。卜占に関する文章[12]。

これらの竹簡は喜が生前に実際に手元に置いて、日常の業務をこなすにあたって使われていたと考えられ、死後に家族たちがそれらを副葬品として埋めたと考えられる。秦律に関する文章は、喜が条文の良く使う部分を抜粋したものと考えられており、秦律全てを語ったものではない。
「法律答問」は理念的な法律の条文ではなく、当時の実際の社会的状況を窺い知ることができる貴重な史料となっている。

### 秦律十八種
田律農業・狩猟・山林叢沢の保護・それらに対する課税などに関する法。
厩苑律国営の厩舎・牧場の管理に関する法。
倉律穀物・飼料を蓄える倉の管理。及びそれに関して食料支給に関しての法など。
金布律貨幣・財物の管理。
関市律市の管理。
工律官営手工業の規定。
工人程律工人の作業規定。
均工律工人の配置の規定。
徭律徭役に関する規定。
司空律工人たちを管理する役である司空の職務規定。
效律国家所蔵の財物の出入庫・監査に関する規定。
軍爵律軍事に功績を挙げたものに対して送られる爵位に関する規定。
置吏律官吏任用に関する規定。
伝食律駅伝に於いて使者に対して支給される食料の規定。
行書律公文書の伝送に関しての規定。
内史雑律内史（首都管轄の官吏）の規定。
尉雑律尉の規定。
属邦律属国（異民族）に対する規定。

## 価値
秦といえば商鞅が変法により体制変革を成し遂げて、更に始皇帝が徹底した法家政策で天下を統一したことは良く知られるが、秦の後の前漢およびその後の王朝が儒家を支配理念の基礎においたこともあり、その具体的内容についてはほとんど分かっていなかった。その中で現れた「睡虎地秦簡」は同時代史料として学界に衝撃を与え、この分野の研究の隆盛を招いた。